# Zemen
Zemen (bulgariska: Земен) är en ort i Bulgarien.   Den ligger i kommunen Obsjtina Zemen och regionen Pernik, i den västra delen av landet, 50 km sydväst om huvudstaden Sofia. Zemen ligger 600 meter över havet och antalet invånare är 2 107.
Terrängen runt Zemen är huvudsakligen kuperad. Zemen ligger nere i en dal. Närmaste större samhälle är Radomir, 18,6 km öster om Zemen.
Omgivningarna runt Zemen är en mosaik av jordbruksmark och naturlig växtlighet. Runt Zemen är det ganska glesbefolkat, med 39 invånare per kvadratkilometer.